# Belgian Chocolate Village
Belgian Chocolate Village is een chocolademuseum in de Brusselse gemeente Koekelberg.

## Geschiedenis
In 2005 kocht de gemeente Koekelberg een deel van de oude koekjesfabriek Victoria in De Neckstraat. Die koekjesfabriek was opgericht eind 19e eeuw door Emile Bossaert die later burgemeester van Koekelberg zou worden. In 1908 opende Victoria aan de andere kant van de straat een chocoladefabriek. Victoria sloot in 1970, en in de chocoladefabriek is nu de fabriek van Godiva gevestigd.
Koekelberg wil met het museum een toeristische attractie erbij hebben, naast de basiliek van Koekelberg. Niet alle politieke partijen van de gemeente staan achter dit project dat geïnitieerd is door burgemeester Philippe Pivin en noemen het een geldverslindende 'gril' van de burgemeester. Het museum werd in april 2013 ingericht en in het najaar van 2013 officieel geopend.
In het museum wordt uitgelegd vanwaar de cacaobonen komen en hoe ze bewerkt worden tot chocolade. Er is een atelier waar de bezoeker zijn eigen chocoladesmaak kan maken onder de begeleiding van professionele chocolatiers. Op een interactieve wijze wordt men wegwijs gemaakt in de historie van de Belgische chocolade van de 19e eeuw tot nu. Op de eerste verdieping is er een degustatiesalon opgericht in de burelen van de vroegere directie. Deze zijn typisch Hortastijl.